# Karacena
La karacena era un tipo di armatura composta da uno strato di squame metalliche assicurate ad un giaco di cuoio diffusasi tra gli Ussari alati di Polonia, il corpo di cavalleria pesante d'élite della Confederazione Polacco-Lituana, durante il regno di Jan Sobieski (1674-1696).

## Storia

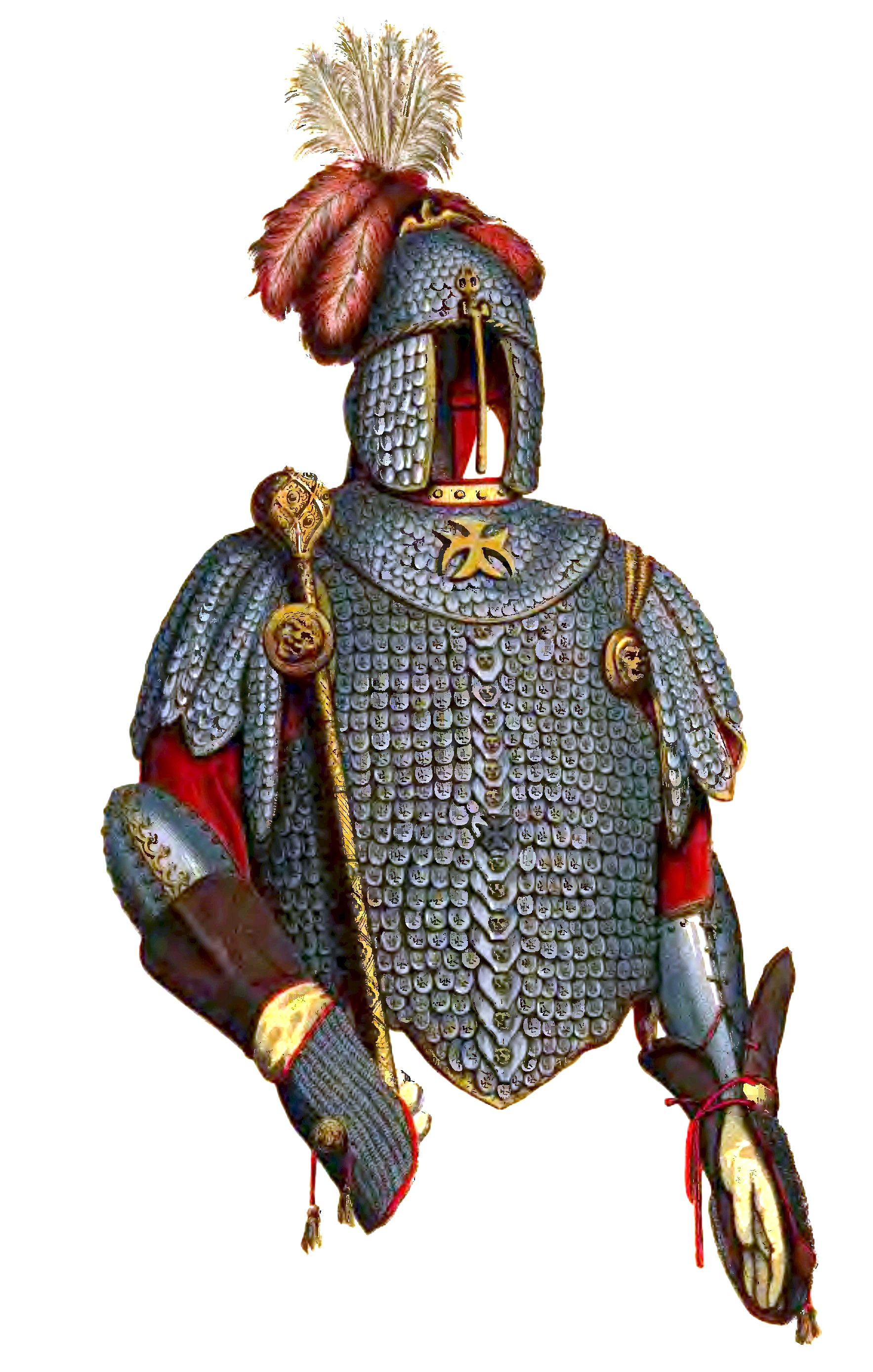
Karacena del re Augusto II di Polonia.

Le linee marcatamente orientali della karacena riscontrarono un successo enorme presso la comunità polacco-lituana la cui nobiltà, la cosiddetta szlachta, si rifaceva ad un fenomeno socio-culturale, il Sarmatismo, volto all'emulazione dello stile di vita orientale inteso come emancipazione delle precipue caratteristiche culturali magiare.

## Costruzione
Era costituito da scaglie di ferro di varie dimensioni, piatte o convesse, fissate ad una base in pelle di daino o camoscio di alce con due rivetti con teste decorative in ottone.
L'originalità della decorazione di queste armature si basava su ornamenti sotto forma di maschere grottesche o teste di leone attaccate all'armatura sulle spalle e sulle ginocchia e realizzate in ottone o rame dorato.